# Росица Пејчева
Росица Пејчева (буг. Росица Пейчева; Лаки, 5. август 1973) бугарска је певачица народне музике. Пева углавном песме из околине Родопа и Пиринске Македоније. Била је дугогодишња певачица у фолк групи Виевска.

## Биографија
Рођена је 5. августа 1973. године у Лакију. Одрасла је у музичкој породици. Као мала је похађала часове клавира и солфеђа. Завршила је Националну музичку школу народних уметности у Широкој Лици, а наставила је високо образовање на Академији за музичку и плесну уметност у Пловдиву. Године 2009. је дипломирала и одбранила рад из уметничког менаџмента.
Прве озбиљније певачке наступе Росица је имала са 18 година, када је постала певачица фолклорне групе Виевска. Са музичарима из групе наступа широм Бугарске и стиче искуство, посебно јој је помогао певач Веселин Џигов, који је уједно био и дугогодишњи солиста бенда. У том периоду Росица је добила једну од својих првих награда на концерту у Стамболову, који се одржао с почетка деведесетих година 20. века. Са групом Виевска је објавила више музичких албума, у којима су осим народних, урадили и неколико песама у поп-фолк стилу. За време док је била у фолк групи Виевска, снимила је неколико песама на српском језику. Бенд Виевска је напустила 2007. године и започиње солистичку каријеру. Снимила је укупно седам албума, укључујући дуете са Николајом Славејевом, Иваном Ђаковим и Здравком Мандаџиевом. Године 2008. освојила је прву награду за ауторску песму на фестивалу „Пирин Фолк” у граду Сандански.
У 2016. години прославила је 25 година певачке каријере, великим концертом у комплексу „Бајка”, где су били присутни њене колеге и рођаци. На истој манифестацији представљен је и њен јубиларни албум „Родопска милувка – 25 години с песните на Росица Пейчева”.
Била је у браку са бубњаром Милком Узунским. Има двоје деце — кћерка Мироана и син Димитар.

## Дискографија

### Студијски албуми

#### Албуми са групом Виевска
- Родопски звън 1993 (1993)
- Родопски звън 1994 (1994)
- Родопски звън 1995 (1995)
- Родопски звън 1996 (1996)
- Родопски звън 1997 (1997)
- Видение (1998)
- Плачи, горо, плачи (1998)
- Родопски звън 2000 (2000)
- Родопски звън 2001 и ново настроение (2001)
- Родопски звън 25 години (2002)
- Родопски звън 2003 (2003)
- Родопски звън 2004 (2004)
- Родопски звън 2005 (2005)
- Златна колекция от Родопите – 1 част (2005)
- Родопски звън 2006 (2006)
- Златна колекция от Родопите – 2 част (2006)
- Родопски звън 30 години (2007)

#### Самостални албуми
- Пея за вас (2008)
- Пъстра плетеница (2009)
- Росни ми, росни, Росице (2010)
- Животът ми е песен (2011)
- Мечта (2013)
- Любовта крила дарява – дуетен албум (2014)
- Родопска милувка (2016)